# Alsólunkoj
Alsólunkoj (románul: Luncoiu de Jos, németül: Langenthal) település Romániában, Hunyad megyében.

## Fekvése
A megye északi részén, Dévától mintegy 30 km-re északra, Brád város mellett, az Erdélyi Érchegységben található, a Fehér-Körös folyása mentén. Északon Bráddal, nyugaton Vorcával, északnyugaton Körösbányával, míg délen Branyicskával határos. Brádtól 7 km-re, Dévától 31 km-re fekszik.

## Története
Területe már az ősidők óta lakott. A falu határában régészek bronzkori leleteket találtak. A település neve először 1439-ben jelentkezik a forrásokban.
A falu lakossága részt vett az 1784-es Horea-felkelésben. A román jobbágyok feldúlták a helyi földbirtokos, Gyulay Ferenc kastélyát, majd támadásokat hajtottak végre Abrudbánya és Verespatak települések ellen. A felkelés leverése után az osztrák hatóságok három helybéli férft halálra ítéltek, de kegyelmet kaptak.
A falu a trianoni békeszerződésig Hunyad vármegye brádi járásához tartozott.

## Lakossága
1910-ben 714 lakosa volt, melyből 679 román, 14 magyar (1,9%), 3 német, 18 egyéb nemzetiségű volt.
2002-ben 827 lakosából 817 román, 9 cigány volt.
A lakosság fő jövedelemforrása az állattenyésztés és növénytermesztés.